# Пляченко, Александр Николаевич
Александр Николаевич Пляченко — российский и украинский композитор и аранжировщик.
Родился в 1956 году на Украине в певучей Черкасской области.
Учился в Каменской ДМШ им. П. И. Чайковского по классу баяна. В 6-м классе написал первую песню на слова М.Исаковского «Слава народу».
Окончил Черкасское музыкальное училище и Кировоградский педагогический институт (музыкально-педагогический факультет).
В 1976 году по всесоюзному радио ВИА «Сябры» исполнили песню А. Пляченко «Баллада о товарище», которая стала победителем всесоюзного конкурса песен, посвященных ВОВ.
В студенческие годы создал 3 самодеятельных ВИА, которые на Украине получили звание «Народный».
В 80-е годы работал музыкальным руководителем группы «Свято» под руководством Народного артиста Украины Н. Гнатюка при Хмельницкой областной филармонии, где получил тарификационную ставку артиста 1 категории.
В 1983—1985 гг. — преподаватель Кировоградского педагогического института им. А. С. Пушкина.
В 1988 году в составе группы Н. Гнатюка участвовал в культурной поездке с концертами перед ограниченным контингентом Советских Войск в Афганистане.
В 90-е годы написал песни практически для всех звезд Украинской эстрады, и все они удостоены звания «Шлягер года»,
в 1994 году на «Песне года» в г. Киеве получил диплом «Лучшего аранжировщика Украины».
В этот период написано более 300 песен, в том числе и Зонг-опера «Любовь, любовь….» по мотивам сказки Х. К. Андерсена «Стойкий оловянный солдатик»,
премьера которой состоялась на Киевском телевидении и в г. Торонто\Канада\.
Состоит в списках мирового каталога композиторов и является членом РАО .
С 1992 года работал музыкальным руководителем студии Народного артиста России, композитора А. Морозова.
В этот период создал более 200 оркестровок его песен для таких исполнителей, как И. Кобзон, Е. Шаврина, М. Шуфутинский,
Братья Радченко, М. Евдокимов, М. Распутина, Н. Чепрага, Я. Евдокимов и др.
Работа с такими поэтами, как А. Поперечный, Б. Дубровин, К. Филлипова, дала свои плоды — был написан авторский альбом для Михаила Евдокимова «Надо жить» c уже знаменитыми песнями «Домик у дороги», «Баня» и др. на стихи А.Поперечного.
Многие произведения А. Пляченко стали частью репертуара Е. Шавриной, Я. Евдокимова, Л. Белогорцевой и Г. Улётовой.
С 1996 года работает музыкальным руководителем и композитором Заслуженных артистов России Сергея и Николая Радченко, половиной репертуара дуэта являются песни А. Пляченко на стихи вышеперечисленных поэтов.
Песни с музыкой Александра Пляченко и других композиторов (например, Анатолия Доровских) в аранжировке Александра Пляченко вошли в подарочные издания дисков «поющего депутата» ГД РФ Виктора Семёнова.